# قوات الرد السريع

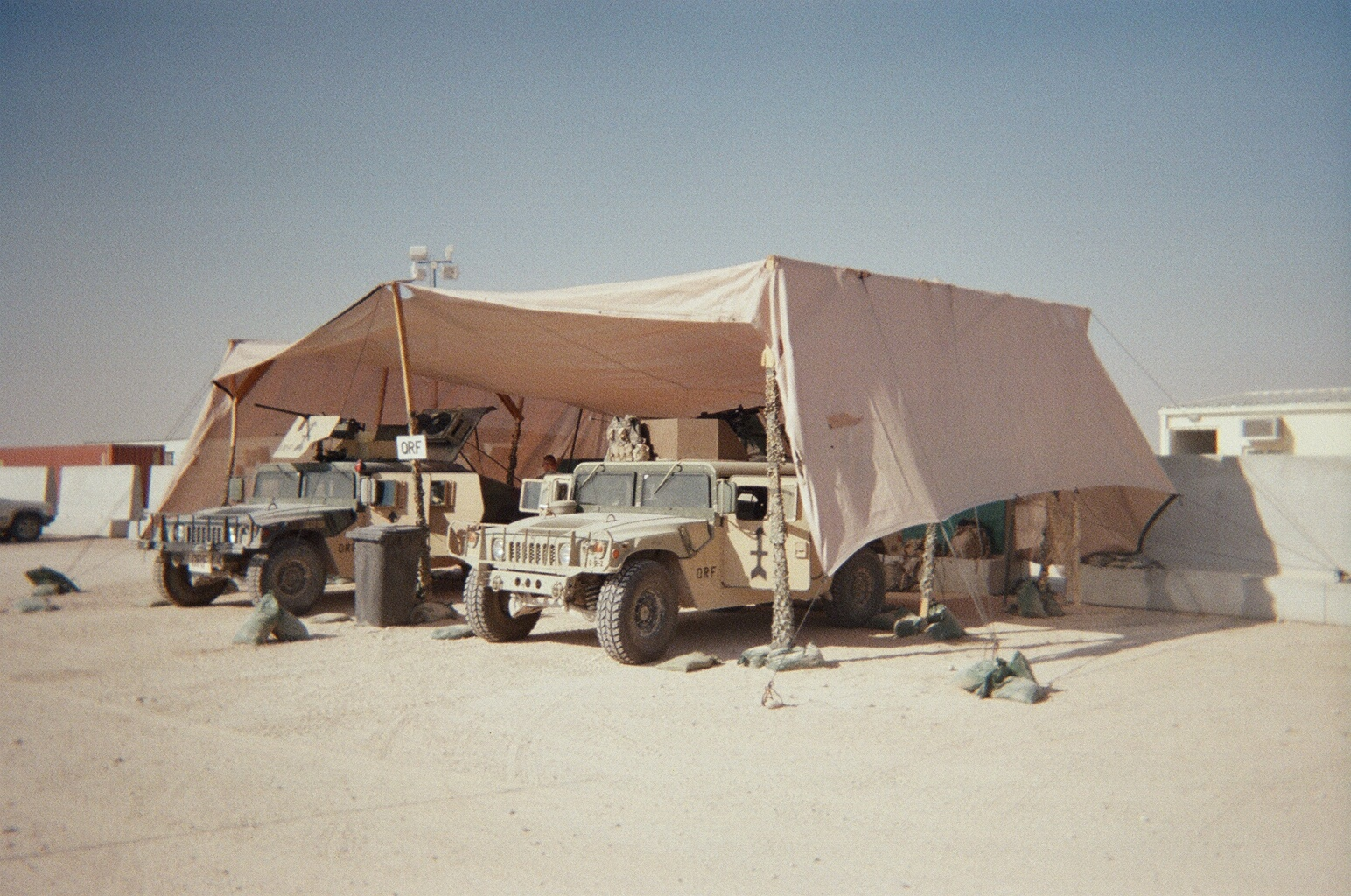
منطقة انطلاق قوات الرد السريع في معسكر بيوري الواقع في الكويت عام 2005

قوات الرد السريع (بالإنجليزية: Quick reaction force) تُختَصر إلى قرس أو QRF هي وحدة عسكرية تُعتَبر فصيلة قتالية عسكرية مسلحة في الولايات المتحدة الأمريكية، وهي قادرة على الاستجابة السريعة للحالات النامية. تمتلك قوات الرد السريع معدات مستعدة للرد على أي نوع من حالات الطوارئ، عادةً في غضون عشر دقائق أو أقل، وعلى الرغم من أن هذا يعتمد على وحدة إجراءات التشغيل القياسية. ولكن يُمكِن القول أن قوات الرد السريع عبارة عن وحدة سلاح الفرسان في الجيش.
قوات الرد السريع هي محمية عسكرية حديثة، تنتمي مباشرةً إلى قائد الوحدة. وتُنشأ اعتمادًا على حجم الوحدة، قد يكون قائد القوات هو الشخص الوحيد المخول للسيطرة على هذه القوات، ويجوز له تفويض هذه المسؤولية إلى شخص أو أكثر. تكون قوة جهاز قوات الرد السريع إما على مستوى الكتيبة أو أعلى، وتوجد قوات رد سريع خاصة للرد على التهديدات الفورية حول القاعدة.